# Carnet TIR
Carnet TIR (от фр. carnet  — записная книжка и фр. transit international routier — международный автомобильный транзит, также книжка МДП) — документ таможенного транзита, дающий право перевозить грузы через границы государств в опломбированных таможней кузовах автомобилей или контейнерах с упрощением таможенных процедур. 
Документ покрывает автомобильные и мультимодальные перевозки грузов (осуществляемые в автофургонах, трейлерах, полутрейлерах и контейнерах) между государствами, признавшими Таможенную конвенцию о международной перевозке грузов с применением книжки международной дорожной перевозки (МДП) 1959 и 1975 годов. Все автомобильные транспортные средства должны иметь соответствующие разрешения компетентных органов на их использование. 
Изготовлением и распространением бланков занимается Международный союз автомобильного транспорта (МСАТ). Перевозчикам документ выдаётся национальным гарантийным объединением (ассоциацией). Сводный перечень таких организаций публикуется ЕЭК ООН.

## Бланк
Карнет представляет собой книжку с отрывными листами, отрываемыми при прохождении грузом очередной таможни. Может состоять из не более чем 20 отрывных страниц, что позволяет осуществлять перевозку через не более чем 10 стран (включая страну отправления и назначения).
Основным языком бланка являются французский и английский языки, но допустимо применение других языков. Для защиты от подделки документ может дополняться серийным номером, штрих-кодами и другими элементами. Заполнение граф производится любым способом при условии читаемости. 
Примерные образцы и правила заполнения содержатся в приложении к конвенции 1975 года. Разработано два варианта книжек: общий и для перевозки табака и алкоголя.
Документ должен содержать государства отправления и назначения, информацию о перевозчике, транспортном средстве и перевозимом грузе, а также о пломбах и других средствах идентификации контейнера. Образец предусматривает места для проставления отметок таможенными органами. 
Национальные нормативные акты могут детализировать порядок внесения записей в книжку МДП.

## Перспективы
С принятием в 2020 году приложения 11 к договору начата реализация проекта e-TIR. Предусмотрено создание единой электронной системы, в которой участники смогут обмениваться необходимой информацией. Электронная декларация, принятая компетентным органом считается эквивалентом книжки МДП. 